# Tour de France 2013 – 16. etap
16. etap kolarskiego wyścigu Tour de France 2013 odbył się 16 lipca. Start etapu miał miejsce w miejscowości Vaison-la-Romaine, zaś meta w Gap. Etap liczył 168 kilometrów.
Zwycięzcą etapu został Rui Alberto Faria da Costa. Drugie miejsce zajął Christophe Riblon, a trzecie Arnold Jeannesson.

## Premie
| Rodzaj | Rodzaj            | Miejscowość / Miejsce        | Kilometry (od startu) | Kilometry (do mety) |
| ------ | ----------------- | ---------------------------- | --------------------- | ------------------- |
|        | Górska (III kat.) | Côte de la Montagne de Bluye | 17,5                  | 150,5               |
|        | Górska (II kat.)  | Col de Macuègne (1 068 m)    | 48,0                  | 120,0               |
|        | Lotna             | Veynes                       | 123,0                 | 45,0                |
|        | Górska (II kat.)  | Col de Manse (1 268 m)       | 156,5                 | 11,5                |

### Wyniki na premiach
| Lotna – Veynes | Lotna – Veynes       | Lotna – Veynes | Lotna – Veynes | Lotna – Veynes |
| Msc.           | Zawodnik             | Zespół         | Punkty         |                |
| -------------- | -------------------- | -------------- | -------------- | -------------- |
| 1.             | Thomas De Gendt      | VCD            | 20             |                |
| 2.             | Johnny Hoogerland    | VCD            | 17             |                |
| 3.             | Arnold Jeannesson    | FDJ            | 15             |                |
| 4.             | Philippe Gilbert     | BMC            | 13             |                |
| 5.             | Cameron Meyer        | OGE            | 11             |                |
| 6.             | Michael Albasini     | OGE            | 10             |                |
| 7.             | Christophe Riblon    | A2R            | 9              |                |
| 8.             | Blel Kadri           | A2R            | 8              |                |
| 9.             | Jean-Marc Marino     | SOJ            | 7              |                |
| 10.            | Jurij Trofimow       | KAT            | 6              |                |
| 11.            | Peter Velits         | OPQ            | 5              |                |
| 12.            | Laurent Didier       | RTL            | 4              |                |
| 13.            | Ramūnas Navardauskas | GRS            | 3              |                |
| 14.            | Cyril Gautier        | EUC            | 2              |                |
| 15.            | Andreas Klöden       | RTL            | 1              |                |

| Górska – Côte de la Montagne de Bluye | Górska – Côte de la Montagne de Bluye | Górska – Côte de la Montagne de Bluye | Górska – Côte de la Montagne de Bluye | Górska – Côte de la Montagne de Bluye |
| Msc.                                  | Zawodnik                              | Zespół                                | Punkty                                |                                       |
| ------------------------------------- | ------------------------------------- | ------------------------------------- | ------------------------------------- | ------------------------------------- |
| 1.                                    | Ryder Hesjedal                        | GRS                                   | 2                                     |                                       |
| 2.                                    | Laurent Didier                        | RTL                                   | 1                                     |                                       |

| Górska – Col de Macuègne (1 068 m) | Górska – Col de Macuègne (1 068 m) | Górska – Col de Macuègne (1 068 m) | Górska – Col de Macuègne (1 068 m) | Górska – Col de Macuègne (1 068 m) |
| Msc.                               | Zawodnik                           | Zespół                             | Punkty                             |                                    |
| ---------------------------------- | ---------------------------------- | ---------------------------------- | ---------------------------------- | ---------------------------------- |
| 1.                                 | Johnny Hoogerland                  | VCD                                | 5                                  |                                    |
| 2.                                 | Laurent Didier                     | RTL                                | 3                                  |                                    |
| 3.                                 | Jérôme Coppel                      | COF                                | 2                                  |                                    |
| 4.                                 | Andreas Klöden                     | RTL                                | 1                                  |                                    |

| Górska – Col de Manse (1 268 m) | Górska – Col de Manse (1 268 m) | Górska – Col de Manse (1 268 m) | Górska – Col de Manse (1 268 m) | Górska – Col de Manse (1 268 m) |
| Msc.                            | Zawodnik                        | Zespół                          | Punkty                          |                                 |
| ------------------------------- | ------------------------------- | ------------------------------- | ------------------------------- | ------------------------------- |
| 1.                              | Rui Costa                       | MOV                             | 5                               |                                 |
| 2.                              | Jérôme Coppel                   | COF                             | 3                               |                                 |
| 3.                              | Christophe Riblon               | A2R                             | 2                               |                                 |
| 4.                              | Arnold Jeannesson               | FDJ                             | 1                               |                                 |

## Wyniki etapu
| Msc. | Zawodnik                 | Państwo         | Zespół                     | Czas       | Punkty |
| ---- | ------------------------ | --------------- | -------------------------- | ---------- | ------ |
| 1.   | Rui Costa                | Portugalia      | Movistar Team              | 3h 52' 45” | 20     |
| 2.   | Christophe Riblon        | Francja         | Ag2r-La Mondiale           | + 42"      | 17     |
| 3.   | Arnold Jeannesson        | Francja         | FDJ.fr                     | + 42"      | 15     |
| 4.   | Jérôme Coppel            | Francja         | Cofidis, Solutions Crédits | + 42"      | 13     |
| 5.   | Andreas Klöden           | Niemcy          | RadioShack-Leopard         | + 42"      | 11     |
| 6.   | Tom Dumoulin             | Holandia        | Team Argos-Shimano         | + 1' 00"   | 10     |
| 7.   | Mikel Astarloza          | Hiszpania       | Euskaltel-Euskadi          | + 1' 01"   | 9      |
| 8.   | Philippe Gilbert         | Belgia          | BMC Racing Team            | + 1' 04"   | 8      |
| 9.   | Cameron Meyer            | Australia       | Orica GreenEDGE            | + 1' 04"   | 7      |
| 10.  | Ramūnas Navardauskas     | Litwa           | Garmin-Sharp               | + 1' 04"   | 6      |
| 11.  | Peter Velits             | Słowacja        | Omega Pharma-Quick Step    | + 1' 04"   | 5      |
| 12.  | Cyril Gautier            | Francja         | Team Europcar              | + 1' 04"   | 4      |
| 13.  | Jurij Trofimow           | Rosja           | Katusha Team               | + 1' 04"   | 3      |
| 14.  | Laurent Didier           | Luksemburg      | RadioShack-Leopard         | + 1' 04"   | 2      |
| 15.  | Thomas De Gendt          | Belgia          | Vacansoleil-DCM            | + 1' 09”   | 1      |
| 16.  | Nicolas Roche            | Irlandia        | Team Saxo-Tinkoff          | + 1' 26”   | —      |
| 17.  | Jean-Marc Marino         | Francja         | Sojasun                    | + 1' 26"   | —      |
| 18.  | Daniel Navarro           | Hiszpania       | Cofidis, Solutions Crédits | + 1' 26"   | —      |
| 19.  | Thomas Voeckler          | Francja         | Team Europcar              | + 1' 26"   | —      |
| 20.  | Johnny Hoogerland        | Holandia        | Vacansoleil-DCM            | + 2' 21"   | —      |
| 21.  | Tony Gallopin            | Francja         | RadioShack-Leopard         | + 2' 26"   | —      |
| 22.  | Manuele Mori             | Włochy          | Lampre-Merida              | + 3' 34"   | —      |
| 23.  | Blel Kadri               | Francja         | Ag2r-La Mondiale           | + 3' 42"   | —      |
| 24.  | Michael Albasini         | Szwajcaria      | Orica GreenEDGE            | + 3' 42"   | —      |
| 25.  | Adam Hansen              | Australia       | Lotto-Belisol              | + 3' 42"   | —      |
| 26.  | Manuel Quinziato         | Włochy          | BMC Racing Team            | + 5' 27"   | —      |
| 27.  | Nairo Quintana           | Kolumbia        | Movistar Team              | + 11' 08"  | —      |
| 28.  | Joaquim Rodríguez Oliver | Hiszpania       | Katusha Team               | + 11' 08"  | —      |
| 29.  | Chris Froome             | Wielka Brytania | Sky Procycling             | + 11' 08"  | —      |
| 30.  | Bauke Mollema            | Holandia        | Belkin Pro Cycling         | + 11' 08"  | —      |

## Klasyfikacje po etapie

### Klasyfikacja generalna
| Msc. | Zawodnik                 | Państwo           | Zespół                     | Czas        |
| ---- | ------------------------ | ----------------- | -------------------------- | ----------- |
|      | Chris Froome             | Wielka Brytania   | Sky Procycling             | 65h 15' 36" |
| 2.   | Bauke Mollema            | Holandia          | Belkin Pro Cycling         | + 4' 14"    |
| 3.   | Alberto Contador         | Hiszpania         | Team Saxo-Tinkoff          | + 4' 25"    |
| 4.   | Roman Kreuziger          | Czechy            | Team Saxo-Tinkoff          | + 4' 28"    |
| 5.   | Nairo Quintana           | Kolumbia          | Movistar Team              | + 5' 47"    |
| 6.   | Laurens ten Dam          | Holandia          | Belkin Pro Cycling         | + 5' 54"    |
| 7.   | Joaquim Rodríguez Oliver | Hiszpania         | Katusha Team               | + 7' 11"    |
| 8.   | Jakob Fuglsang           | Dania             | Astana Pro Team            | + 7' 22"    |
| 9.   | Jean-Christophe Péraud   | Francja           | Ag2r-La Mondiale           | + 8' 47"    |
| 10.  | Daniel Martin            | Irlandia          | Garmin-Sharp               | + 9' 28"    |
| 11.  | Michał Kwiatkowski       | Polska            | Omega Pharma-Quick Step    | + 9' 37"    |
| 12.  | Michael Rogers           | Australia         | Team Saxo-Tinkoff          | + 10' 54"   |
| 13.  | Andrew Talansky          | Stany Zjednoczone | Garmin-Sharp               | + 13' 32"   |
| 14.  | Daniel Navarro           | Hiszpania         | Cofidis, Solutions Crédits | + 13' 54"   |
| 15.  | Alejandro Valverde       | Hiszpania         | Movistar Team              | + 14' 42"   |
| 16.  | Maxime Monfort           | Belgia            | RadioShack-Leopard         | + 14' 47"   |
| 17.  | Cadel Evans              | Australia         | BMC Racing Team            | + 16' 40"   |
| 18.  | Mikel Nieve Iturralde    | Hiszpania         | Euskaltel-Euskadi          | + 19' 51"   |
| 19.  | Andy Schleck             | Luksemburg        | RadioShack-Leopard         | + 21' 07"   |
| 20.  | Rui Costa                | Portugalia        | Movistar Team              | + 22' 34"   |

### Klasyfikacja punktowa
| Msc. | Zawodnik                     | Państwo           | Zespół                  | Punkty |
| ---- | ---------------------------- | ----------------- | ----------------------- | ------ |
|      | Peter Sagan                  | Słowacja          | Cannondale              | 377    |
| 2.   | Mark Cavendish               | Wielka Brytania   | Omega Pharma-Quick Step | 278    |
| 3.   | André Greipel                | Niemcy            | Lotto-Belisol           | 223    |
| 4.   | Marcel Kittel                | Niemcy            | Team Argos-Shimano      | 177    |
| 5.   | Alexander Kristoff           | Norwegia          | Katusha Team            | 157    |
| 6.   | José Joaquín Rojas Gil       | Hiszpania         | Movistar Team           | 145    |
| 7.   | Juan Antonio Flecha Giannoni | Hiszpania         | Vacansoleil-DCM         | 110    |
| 8.   | Michał Kwiatkowski           | Polska            | Omega Pharma-Quick Step | 101    |
| 9.   | Daryl Impey                  | Południowa Afryka | Orica GreenEDGE         | 91     |
| 10.  | Thomas De Gendt              | Belgia            | Vacansoleil-DCM         | 84     |
| 11.  | Samuel Dumoulin              | Francja           | Ag2r-La Mondiale        | 72     |
| 12.  | Sylvain Chavanel             | Francja           | Omega Pharma-Quick Step | 70     |
| 13.  | Francesco Gavazzi            | Włochy            | Astana Pro Team         | 66     |
| 14.  | Juan José Lobato             | Hiszpania         | Euskaltel-Euskadi       | 65     |
| 15.  | Bauke Mollema                | Holandia          | Belkin Pro Cycling      | 64     |

### Klasyfikacja górska
| Msc. | Zawodnik                 | Państwo         | Zespół             | Punkty |
| ---- | ------------------------ | --------------- | ------------------ | ------ |
|      | Chris Froome             | Wielka Brytania | Sky Procycling     | 83     |
| 2.   | Nairo Quintana           | Kolumbia        | Movistar Team      | 66     |
| 3.   | Mikel Nieve Iturralde    | Hiszpania       | Euskaltel-Euskadi  | 53     |
| 4.   | Pierre Rolland           | Francja         | Team Europcar      | 51     |
| 5.   | Roman Kreuziger          | Czechy          | Team Saxo-Tinkoff  | 28     |
| 6.   | Joaquim Rodríguez Oliver | Hiszpania       | Katusha Team       | 28     |
| 7.   | Richie Porte             | Australia       | Sky Procycling     | 28     |
| 8.   | Jakob Fuglsang           | Dania           | Astana Pro Team    | 24     |
| 9.   | Bauke Mollema            | Holandia        | Belkin Pro Cycling | 20     |
| 10.  | Alberto Contador         | Hiszpania       | Team Saxo-Tinkoff  | 20     |
| 11.  | Alejandro Valverde       | Hiszpania       | Movistar Team      | 20     |
| 12.  | Blel Kadri               | Francja         | Ag2r-La Mondiale   | 16     |
| 13.  | Simon Clarke             | Australia       | Orica GreenEDGE    | 15     |
| 14.  | Thomas De Gendt          | Belgia          | Vacansoleil-DCM    | 15     |
| 15.  | Ryder Hesjedal           | Kanada          | Garmin-Sharp       | 14     |

### Klasyfikacja młodzieżowa
| Msc. | Zawodnik               | Państwo           | Zespół                     | Czas         |
| ---- | ---------------------- | ----------------- | -------------------------- | ------------ |
|      | Nairo Quintana         | Kolumbia          | Movistar Team              | 65h 21' 23"  |
| 2.   | Michał Kwiatkowski     | Polska            | Omega Pharma-Quick Step    | + 3' 50"     |
| 3.   | Andrew Talansky        | Stany Zjednoczone | Garmin-Sharp               | + 7' 45"     |
| 4.   | Romain Bardet          | Francja           | Ag2r-La Mondiale           | + 19' 03"    |
| 5.   | Arthur Vichot          | Francja           | FDJ.fr                     | + 53' 20"    |
| 6.   | Tom Dumoulin           | Holandia          | Team Argos-Shimano         | + 56' 16"    |
| 7.   | Alexis Vuillermoz      | Francja           | Sojasun                    | + 59' 53"    |
| 8.   | Tony Gallopin          | Francja           | RadioShack-Leopard         | + 1h 00' 40" |
| 9.   | Tejay van Garderen     | Stany Zjednoczone | BMC Racing Team            | + 1h 02' 23" |
| 10.  | Alexandre Geniez       | Francja           | FDJ.fr                     | + 1h 20' 17" |
| 11.  | Rudy Molard            | Francja           | Cofidis, Solutions Crédits | + 1h 23' 54" |
| 12.  | Peter Sagan            | Słowacja          | Cannondale                 | + 1h 26' 17" |
| 13.  | Peter Kennaugh         | Wielka Brytania   | Sky Procycling             | + 1h 31' 23" |
| 14.  | Jon Izaguirre Insausti | Hiszpania         | Euskaltel-Euskadi          | + 1h 31' 27" |
| 15.  | Ramūnas Navardauskas   | Litwa             | Garmin-Sharp               | + 1h 45' 03" |

### Klasyfikacja drużynowa
| Msc. | Zespół                  | Państwo           | Czas         |
| ---- | ----------------------- | ----------------- | ------------ |
|      | RadioShack-Leopard      | Luksemburg        | 195h 00' 32" |
| 2.   | Team Saxo-Tinkoff       | Dania             | + 3' 11"     |
| 3.   | Ag2r-La Mondiale        | Francja           | + 4' 04"     |
| 4.   | Movistar Team           | Hiszpania         | + 14' 00"    |
| 5.   | Belkin Pro Cycling      | Holandia          | + 19' 08"    |
| 6.   | Katusha Team            | Rosja             | + 28' 24"    |
| 7.   | BMC Racing Team         | Stany Zjednoczone | + 37' 33"    |
| 8.   | Garmin-Sharp            | Stany Zjednoczone | + 49' 51"    |
| 9.   | Omega Pharma-Quick Step | Belgia            | + 58' 12"    |
| 10.  | Euskaltel-Euskadi       | Hiszpania         | + 1h 05' 51" |